# Капуна

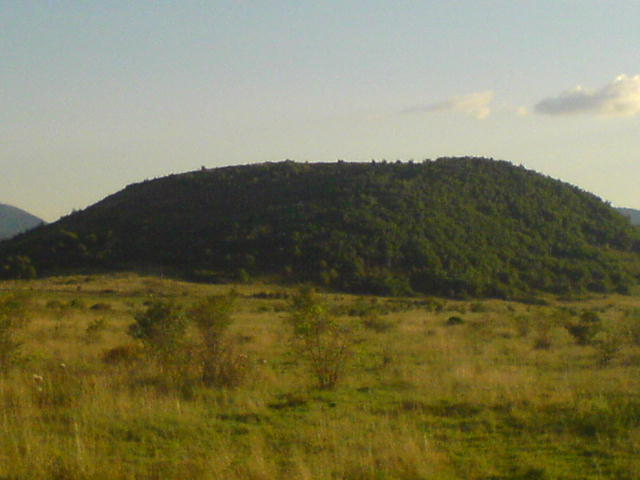
гора Капуна (вид з боку садів села Руського Поля)

Капуна — гора, розташована на території села Руське Поле, відповідно в туристичних довідниках воно відоме як «гора Капуна» чи як «урочище гора Капуна». Висота від стопи 96 метрів (заміри 1975 року) або 316 метрів над рівнем моря. Гору видно з автошляху Ужгород – Рахів між Руським Полем і Тячевом. На схилі висаджено кущами слово «МИР», яке також видно зі сторони автошляху. На самій верхівці Капуни встановлені два великі хрести: православний і католицький,майорять два прапори жовто-блакитний і червоно- чорний , символи України нагадують Всім що Закарпаття це Україна. Встановлені патріотами України,  при фінансовій підтримці підприємців,
пам'ятник загиблим туристам, які злітали з Капуни на дельтапланах і загинули. Після того випадку злітати з Капуни на дельтапланах заборонено.

## Легенда
Давним-давно в Руському Полі жив чоловік, який був старостою селища. Мешканці села дуже поважали його, тому що він був дуже обдарованою людиною, і хотіли збудувати йому хижу там, звідки б він міг спостерігати за селищем. Вони думали, думали, і вирішили збудувати гору, біля дороги що йшла до Тячева, вони вирішили що кожен хто буде проїжджати цією дорогою біля гори, повинен привезти туди один віз чи глини, чи каміння тощо. Так і було, кожен щось туди навіз, і гора росла, й росла. Коли гора була досить висока, селяни хотіли будувати цю хижу. Але все щось заважало будуванню, все щось не доходило. Там на горі була якась нечиста сила. Люди обдивляючи додивилися, що в середині гори стоїть якийсь камінь, який був дуже великий, на ньому була викарбувана літера «Ч» і вибита дірка, якраз під розмір монет. Мешканці села думали що на гору наклали якесь закляття і припинили будувати старості хижу. А хто проїжджав біля гори, то повинен був кинути у дірку каменя монету, бо інакше він не буде мати вдачі.
Також Капуна дуже схожа на прадавні піраміди. Можливо, що штучно зведена піраміда має зв'язок із низкою інших пірамід зведених в різних місцях України а може і Світу.

## Стаття про гору
Закарпатська Капуна — гора-примара, гора-тінь, гора-страх, гора-загадка...
Трапецієподібна, 100-метрової висоти гора Капуна (Катуна) ось уже 7 останніх десятиліть стоїть в німотній одинокості на самій околиці села Руське Поле Тячівського району посеред розлогих зелених пасовищ і ланів, що тягнуться аж до самого райцентру.
Капуна викликає до себе постійну увагу надто правильним конусоподібним гостроверхим шпилем, на який задивляються мандрівники, туристи, зарубіжні гості із центральної автотраси Ужгород – Ясіня.
Існують припущення відомих угорських, румунських вчених-істориків, що руськополівська Капуна є творінням людських рук, збудована у  30-ті роки минулого століття. У роки Другої світової війни мала чималі стратегічні функції, виконувала оборонне значення. Можна тільки дивуватися, що донині оцю таємницю ніхто з дослідників і місцевих краєзнавців не спромігся або не забажав відкрити, аби таємне  стало явним!
Про виникнення руськополівської диво-гори мені все-таки дещо вдалося вивідати у мудрого сивовусого тамтешнього старожила Михайла Міщанина. 95-літній дід, добряче напруживши свої мізки, прагнув точно, але надто скупо розповісти про побачене в 30-их роках, коли на самому вершечку Капуни з автоматами в руках стояли 50 озброєних угорських гонведів-пір'яників, які криками і пострілами в небо відганяли від підніжжя гори подорожніх та дітвору.
Дід Михайло запевняє: Капуна – творіння людських рук, збудована спеціальними військовими загонами.
– Капуну будували місячними літніми ночами, – каже дід Михайло. – Все зберігалося у суворій таємниці. Якщо місцеві селяни про «будівництво» багато ляпали язиками, то мадярські агенти одразу проводили арешт і «пригощали» кулею в лоб. Тому мешканці Руського Поля по сьогодні міцно тримають язик за зубами. Люди стараються обходити гірське підніжжя стороною. Якщо хтось з відчайдухів і наважиться залізти на саму маківку Капуни, то у кожного закрадається страх. Здається, хтось у тебе цілиться і ось-ось вистрелить.Але незважаючи на сувору заборону чужинців руськополівським селянам все-таки вдалося дещо довідатися про стратегічне значення Капуни. Про це розповів сербський  втікач-в'язень, котрий трудився під горою у підземних  тунелях-лабіринтах, що ведуть під самою Тисою до угорських та румунських доріг й поселень.
Під горою мадяри мали намір розпочати видобуток золота, урану, всіляких цінних металів, але з приходом на карпатські перевали радянських військ ситуація на Капуні різко змінилася. Хоча рубежі до її підніжжя ревно продовжували охороняти вже совєцькі військові. Сільські пастухи часто спостерігали, як із західного боку гори на світанку постійно відкривалися дві половини залізних дверей. Туди заїжджала техніка...
Чому було припинено видобуток урану й золота, дотепер достеменно ніхто не знає. Мабуть, остерігаючись небажаних радіоактивних наслідків, «совіти» заморозили подальше будівництво підземного стратегічного об'єкта під горою Капуною.
Після завершення Другої світової війни «стройбатівці» впродовж двох років обсипали Капуну 10-метровим шаром ґрунту й гравію, безупинно носили «будматеріал» шириглями. Потім гору засадили густими терновими кущами й чагарниками, аби таким чином приховати об'єкт від людського ока.
– Ось така вона, руськополівська гора Капуна, – підводить риску у нашій розмові сільський старійшина Михайло Міщанин. – Це гора-примара, гора-тінь, гора-страх, гора-загадка й таїна. Дуже хочу дожити до того часу, коли з неї будуть зняті всі державні табу, коли капінувську таємницю буде розкрито.
Тож де ті сміливці й історики-вчені, котрі спроможні все-таки розкрити загадку руськополівської гори Капуни?